# Francesc Mates i Gil
Francesc Mates i Gil (Barcelona, 6 d'abril de 1930 - Barcelona, 1991) va ser un atleta, pioner en el desenvolupament de calçat esportiu, maratonià, entrenador, fotògraf esportiu, i l'introductor de les curses d'orientació a Catalunya.
Francesc Mates fou un home polifacètic i creatiu, un vertader prohom de l'esport.
L'any 1947 va crear la marca MaTeS, especialitzada en el disseny i la manufactura artesanal de sabatilles esportives per a tot tipus de disciplines, destacant especialment en l'atletisme de competició, entre molts altres esports com l'handbol, essent destacat proveedor dels equips més destacats de l'època com les seccions d'handbol del F.C. Barcelona o l'Atletico de Madrid. Així com, més endavant, les d'alguns jugadors de l'equip de bàsquet amb peus tan complexos com les de Roberto Dueñas.
Fou membre fundador de la Comissió Marathon Catalunya -impulsora de la Marató de Barcelona-, així com del Club Orientació Catalunya i de la Federació de Curses d'Orientació de Catalunya, de la qual fou el primer vicepresident. El 1992, l'orientació esportiva catalana va homenatjar-lo amb el Trofeu anual que porta el seu nom, reconeixent-li que l'any 1988 va començar a introduir aquest esport al nostre país. El 1993 la Generalitat de Catalunya li atorgà el guardó medalla de Forjador de la Història Esportiva de Catalunya.
L'any 1981 va crear la Cursa de l'Amistat, considerada una de les millors carreres de llarga distància de Barcelona, reconeguda pel seu exigent i mític recorregut de 15,5 quilòmetres, entre les muntanyes de Montjuïc i Tibidabo, i convertida des del 1991 en Memorial d'homenatge al seu creador.